# الشركة البربرية (المغربية)
الشركة البربرية أو الشركة المغربية هي شركة تجارية تأسست سنة 1585 بموجب اتفاق انجليزي مغربي بهدف تسهيل العمليات التجارية بين البلدين.

## الخلفية
حصلت إنجلترا في سنة 1580 من السلطان العثماني مراد الثالث على حماية دولته لتجارها وعلى حق ممارسة التجارة في أراضي التابعة له وأسست بناءا على هذه الامتيازات الشركة التجارية التركية، سعت بعدها للحصول على نفس الامتيازات من المغرب وكان لها ذالك سنة 1585.

## الشركة
في سنة 1585 منح السلطان أحمد المنصور الذهبي لاثنين من النبلاء هما روبرت دادلي، إيرل ليستر الأول وأمبروز دادلي، إيرل الثالث من وارويك وأربعين آخرين من التجار الانجليز حق الوصول لأسواق الامبراطورية الشريفة لممارسة التجارة مباشرة مع المغاربة أصحاب السلع والشراء بأسعار السوق لمدة اثنتي عشرةَ سنة. استطاع خلالها التجار الإنجليز تسويق بضائعهم من ذخيرة، خشب السفن، المنسوجات وشراء السكر وملح البارود والجلود والشمع والحبوب والصوف وفواكه الجافة والعسل والصمغ وریش النعام وبعض المعادن كالحديد من التجار المغاربة. وكان النشاط التجاري الرئيسي للتجار الإنجليز هو تجارة الملابس الإنجليزية مقابل السكر المغربي، عانوا في ذلك من بيع الأقمشة بسعر زهيد مقابل الحصول على السكر بسعر باهظ.